# Opatov (Jihlavai járás)
Opatov település Csehországban, a Jihlavai járásban. Opatov Dušejov, Dudín, Zachotín, Vyskytná, Zbilidy és Jankov településekkel határos. Lakosainak száma 202 fő (2024. január 1.).

## Népesség
A település lakosságának változását az alábbi diagram mutatja:
| Lakosok száma | 578  | 499  | 495  | 286  | 177  | 207  | 192  | 200  | 199  | 202  |
|               | 1869 | 1890 | 1921 | 1950 | 1980 | 2001 | 2017 | 2019 | 2022 | 2024 |